# Kimberly Jiménez
Kímberly Marie Jiménez Rodríguez (San Juan, 20 de fevereiro de 1997) é uma atriz e modelo dominicana-porto-riquenha, nomeada Miss República Dominicana 2020 e representante da República Dominicana no concurso Miss Universo 2020, onde ficou em 5º lugar.

## Carreira
Kimberly Jiménez trabalha como modelo e atriz. Ela é filha de pai dominicano e mãe porto-riquenha, e tem dupla cidadania, na República Dominicana e nos Estados Unidos. Ela é uma das sócias fundadoras do Clube Feminino da República Dominicana.

## Participação nos concursos de beleza
Em 28 de setembro de 2020, Jiménez foi anunciada e nomeada como Miss República Dominicana 2020, tornando-se a representante do país no Miss Universo 2020.
Em 13 de maio de 2021, durante o Miss Universo, ela participou do desfile de Trajes Típicos (National Costume), no qual vestiu uma fantasia de "Deusa dos Girassóis", desenhada por Axel Thomas, que recebeu críticas positivas, embora alguns comentaristas notassem que um dos girassóis de sua fantasia caiu no palco durante a apresentação. Ela terminou em 5º lugar no concurso, entre competidoras de 73 países, ganhando o prêmio especial "Espírito do Carnaval" de um patrocinador.